# Giovanni Marchetti (arcivescovo)
Giovanni Battista Marchetti (Empoli, 10 aprile 1753 – Empoli, 15 novembre 1829) è stato un arcivescovo cattolico italiano.

## Biografia
Giovanni Marchetti nacque ad Empoli nel 1753, primo figlio di Giuseppe e Dorotea Brandi. La madre morì pochi anni dopo, nel 1759, al parto dell'ultima delle sue figlie, Maria Giovanna; anche il padre scomparì presto, nel 1767. Giovanni rimase così a dover assistere da solo le tre sorelle minori. Nonostante le difficoltà economiche, riuscì a completare i suoi studi giuridici e ad ottenere un posto modesto al tribunale empolese. Nel 1773 si recò definitivamente a Roma, dove a ospitarlo fu un missionario conosciuto nella sua città natale che lo convinse a dedicarsi alla carriera ecclesiastica. Ottenne inoltre la protezione del cardinale Ludovico Maria Torriggiani (1697-1777), grazie al quale poté diventare studente di "discipline filosofiche e scienze sacre" nel Collegio Romano. Venne ordinato sacerdote il 20 dicembre del 1777 e si laureò in teologia il 12 settembre dell'anno dopo.
Intanto Marchetti era diventato un ospite assiduo di papa Pio VI e, alla morte di Ludovico Maria Torriggiani, fu ospitato come segretario presso la corte di Giuseppe Mattei, duca di Giove, il quale era all'epoca capo del corpo cavalleggeri dello Stato Pontificio.

### Scritti
- Che importa ai preti, ovvero L'interesse della religione cristiana nei grandi avvenimenti di questi tempiː riflessioni politico-morali di un amico di tutti dirette a un amico solo, Cristianopoli [Roma], s. e., 1797.

### Biblioteca personale
Già in vita Marchetti decise, con uno specifico lascito, di rendere la sua biblioteca aperta al pubblico. Questo fondo rappresenta il primo nucleo della Biblioteca aperta nel 1833 e attualmente denominata Biblioteca comunale Renato Fucini; nel suo catalogo sono recuperabili i volumi appartenuti a Giovanni Marchetti

## Genealogia episcopale
La genealogia episcopale è:
- Cardinale Scipione Rebiba
- Cardinale Giulio Antonio Santori
- Cardinale Girolamo Bernerio, O.P.
- Arcivescovo Galeazzo Sanvitale
- Cardinale Ludovico Ludovisi
- Cardinale Luigi Caetani
- Cardinale Ulderico Carpegna
- Cardinale Paluzzo Paluzzi Altieri degli Albertoni
- Papa Benedetto XIII
- Papa Benedetto XIV
- Papa Clemente XIII
- Cardinale Luigi Valenti Gonzaga
- Cardinale Lorenzo Litta
- Arcivescovo Giovanni Marchetti